# 1947
1947 (MCMXLVII) fue un año común comenzado en miércoles según el calendario gregoriano.
Fue el primer año de la Guerra Fría, que duraría hasta 1991, finalizando con la disolución de la Unión Soviética.

## Acontecimientos

### Enero
- VIII centenario de la ciudad de Moscú (Rusia). Para conmemorarlo se empieza la construcción en la ciudad de los rascacielos de Stalin.
- 1 de enero: en Londres, el gobierno británico del laborista de Clement Attlee nacionaliza las minas de carbón.
- 4 de enero: en Hamburgo (Alemania) aparece el semanario político Der Spiegel.
- 6 de enero: George C. Marshall es designado secretario de Estado de los Estados Unidos.
- 6 de enero: llegan a Santa Cruz de Tenerife (España) los restos del compositor Manuel de Falla (exiliado en Argentina debido a la dictadura franquista).
- 11 de enero: Turquía y Jordania firman un pacto de amistad.
- 15 de enero: se encuentra el cadáver mutilado de Elizabeth Short en Leimert Park, Los Ángeles, California (EE. UU).

### Febrero
- 1 de febrero: en Italia, Alcide De Gasperi forma Gobierno con democristianos, comunistas y socialistas.
- 5 de febrero: el Parlamento polaco elige presidente a Bolesław Bierut que, hasta entonces, había desempeñado el cargo de manera provisional.
- 5 de febrero: en el teatro Poliorama de Barcelona actúan Lola Flores y Manolo Caracol.
- 6 de febrero: en Nueva York (Estados Unidos), el Alto Comité Árabe informa a la ONU (Organización de las Naciones Unidas) sobre su rechazo absoluto a la resolución que funda el Estado de Israel.
- 6 de febrero: en la Antártida, se establece la base naval chilena Arturo Prat.
- 11 de febrero: Abd el-Krim, antiguo líder del Rif, es liberado por autoridades francesas.
- 13 de febrero: el Consejo de Seguridad de la ONU acuerda la creación de una Comisión de Desarme Mundial.
- 15 de febrero: dos jefes del movimiento fascista de Estados Unidos son condenados a doce meses de trabajos forzados, al haber sido acusados de instigar disturbios raciales.
- 16 de febrero: en París se estrena Las criadas, de Jean Genet.
- 17 de febrero: en México, se otorga el derecho a votar de las mujeres en elecciones municipales.
- 20 de febrero: retirada de las tropas británicas de la India; se anuncia la toma de poder por Louis Mountbatten del cargo de virrey de la excolonia.
- 21 de febrero: Edwin Land muestra por primera vez una cámara instantánea de fotos, la Polaroid Land Camera.
- 25 de febrero: El Consejo de Control Aliado disuelve oficialmente el Estado Libre de Prusia.

### Marzo
- 1 de marzo: el Fondo Monetario Internacional (FMI) inicia sus operaciones.
- 1 de marzo: en Bolivia, la ciudad de Trinidad desaparece bajo las aguas, por el desbordamiento del Río Mamoré.
- 1 de marzo: en Uruguay, Tomás Berreta asume la presidencia.
- 3 de marzo: en Moscú (Rusia), Stalin nombra a Nikolái Bulganin ministro de Defensa de la Unión Soviética.
- 7 de marzo: en Medellín (Colombia) se funda el equipo de fútbol Club Atlético Municipal de Medellín (actual Atlético Nacional). El 30 de abril se constituirá por escritura pública.
- 10 de marzo: en Bolivia, asume la presidencia del país Enrique Hertzog Garaizabal por el Partido de la Unión Republicana y Socialista.

18 de marzo: fallece el emprendedor e industrial estadounidense William Crapo Durant. 
- 23 de marzo: Werner Heisenberg declara que la Unión Soviética, al finalizar la guerra, habría contratado a físicos nucleares alemanes. (Lo mismo habría hecho Estados Unidos).
- 26 de marzo: Un fuerte terremoto de 7,1 sacude la ciudad neozelandesa de Gisborne generando un tsunami de hasta 10 metros de altura.
- 31 de marzo: en la plaza Chahar Cheragh de Mahabad (Irán) son ahorcados los dirigentes de la República de Mahabad, declarada independiente de Irán entre el 22 de enero y el 15 de diciembre de 1946.

### Abril
- 2 de abril: la ONU entrega a Estados Unidos las islas del Pacífico que estaban bajo mandato japonés.
- 30 de abril: en Brasil se funda el equipo de fútbol Boa Esporte Clube.

### Mayo
- 3 de mayo: Japón se transforma en una monarquía constitucional, de acuerdo con la nueva Constitución de Japón.
- 6 de mayo: un terremoto de magnitud desconocida sacude el estado de Wisconsin.
- 8 de mayo: en la ciudad de Santiago de Chile, se funda la Sociedad Pro-Ayuda Al Niño Lisiado.
- 13 de mayo: en Brasil se funda el equipo de fútbol Comerciário Esporte Clube, en la Plaza Nereu Ramos y que posteriormente pasaría a denominarse Criciúma Esporte Clube.
- 17 de mayo: Un fuerte terremoto de 7,1 vuelve a sacudir la ciudad neozelandesa de Gisborne generando un tsunami de 6 metros de altura.
- 1947: en Paso de los Libres (Argentina) y Uruguaiana (Brasil) los presidentes Juan Domingo Perón (de Argentina) y Eurico Gaspar Dutra (de Brasil) inauguran el Puente Internacional Agustín P. Justo - Getulio Vargas (habilitado al público desde dos años antes).

### Junio
- 5 de junio: discurso de George Marshall en defensa del futuro Plan Marshall, programa de reconstrucción de Europa.
- 7 de junio: se funda en Chile el Club Deportivo Huachipato, en la ciudad de Talcahuano.
- 24 de junio: Kenneth Arnold divisa nueve platos volantes al costado de su avioneta, iniciando así la era de los ovnis y de la expresión "platillo volante'.
- 27 de junio: en Uccle (Bélgica) se registra la temperatura más alta en la Historia de ese país: 38,8 °C (102 °F).
- 29 de junio: en la provincia de Kalmar (Suecia) se registra la temperatura más alta en la Historia de ese país: 38 °C (100,4 °F). Ese mismo récord ya se había registrado el 9 de julio de 1933.

### Julio
- 2 de julio: en un rancho de Roswell, Nuevo México, se estrella un globo aerostático, lo que se conocería como el caso Roswell.
- 15 de julio: desde la avenida Edison en el puerto de Buenos Aires despega hacia el aeropuesto de Ezeiza el alférez de la Fuerza Aérea Argentina, Vedania Mannuwal (argentino descendiente de indostaníes), quien realiza el traslado del último de los primeros seis ejemplares de Gloster Meteor adquiridos por el Gobierno de Juan Domingo Perón. Se convierte en el primer oficial argentino en volar un avión de caza a reacción sobre suelo nacional.
- 29 de julio: en Assam se registra un terremoto de 7,3.

### Agosto
- 1 de agosto : en Perú su presidente, Jose Luis Bustamante y Rivero, aprueba un decreto, firmado por Enrique García Sayán en el que establece la soberanía marítima de 200 millas.
- 2 de agosto: en Uruguay fallece el presidente Tomás Berreta y asume en su lugar Luis Batlle Berres, iniciándose el periodo conocido como neobatllismo.
- 2 de agosto: en Argentina, un Avro 691 Lancastrian de British South American Airways se estrella en el volcán Tupungato, a 4724 m s. n. m.
- 14 de agosto: Pakistán se independiza del imperio británico.
- 15 de agosto: la India se independiza del imperio británico.
- 18 de agosto: en los astilleros de Cádiz (España): estalla un depósito de explosivos de la Marina de Guerra; mueren más de 155 personas y el número de heridos supera los 5000. Gran número de edificios resultan dañados. España recibe ayuda del gobierno de Juan Domingo Perón.
- 31 de agosto: los comunistas vencen en las elecciones húngaras.

### Septiembre
- 2 de septiembre: en Río de Janeiro se firma el TIAR (Tratado Interamericano de Asistencia Recíproca).
- 6 de septiembre: en Paraguay después de arduas negociaciones llegan a un acuerdo de paz y convivencia.
- 9 de septiembre: en Argentina se crea la Ley 13.010 de Sufragio Femenino, impulsado por Evita Perón, esposa del presidente democrático Juan Perón.
- 23 de septiembre: en Irán, un terremoto de 6,9 deja 500 muertos.
- En Suecia se reintroduce el título de «lagman» para los presidentes de las cortes de apelación.

### Octubre
- 10 a 20 de octubre: cerca de la localidad argentina de Las Lomitas (provincia de Formosa), la gendarmería nacional —con órdenes del exgobernador y empresario Robustiano Patrón Costas— ametralla a más de 1000 hombres, mujeres, niños y ancianos de la etnia pilagá. (Masacre de Rincón Bomba).
- 14 de octubre: el piloto estadounidense Chuck Yeager rompió la barrera del sonido a bordo de un Bell X-1.
- 29 de octubre: en Bruselas se lleva a cabo la unión aduanera entre Bélgica, Países Bajos y Luxemburgo, conocida como Benelux.

### Noviembre
- 1 de noviembre: en Argentina, el presidente Juan Domingo Perón  firma un acuerdo por el que las empresas privadas de ferrocarriles pasan a la orbita de la empresa estatal Ferrocarriles del Estado, de esta manera se produce la nacionalización de los ferrocarriles.
- 1 de noviembre: en la provincia peruana de Satipo se registra un fuerte terremoto de 7,7 que deja un saldo de más de 2.200 fallecidos.
- 2 de noviembre: en Long Beach (California), el multimillonario Howard Hughes vuela por primera y única vez el nuevo H-4 Hercules.
- 20 de noviembre: en Londres, la princesa Isabel contrae nupcias con Felipe de Edimburgo en la Abadía de Westminster.
- 30 de noviembre: en Ecuador Comienza la 20.ª edición de la Copa América.

### Diciembre
- 28 de diciembre: en Reliegos (León) se registra la caída de un meteorito.
- 31 de diciembre: en Guayaquil (Ecuador) finaliza la Copa América y la Argentina es la campeona por novena vez de esta copa.

### Fecha desconocida
- 16 de octubre En el edificio de la ONU, en Nueva York (Estados Unidos), se funda la FAO.

## Nacimientos

### Enero
- 1 de enero: Jon Corzine, político estadounidense.
- 2 de enero: Elsa Baeza, cantante cubana.
- 4 de enero: Michael E. Busch, político estadounidense (f. 2019).
- 6 de enero: Luis Hierro López, político uruguayo.

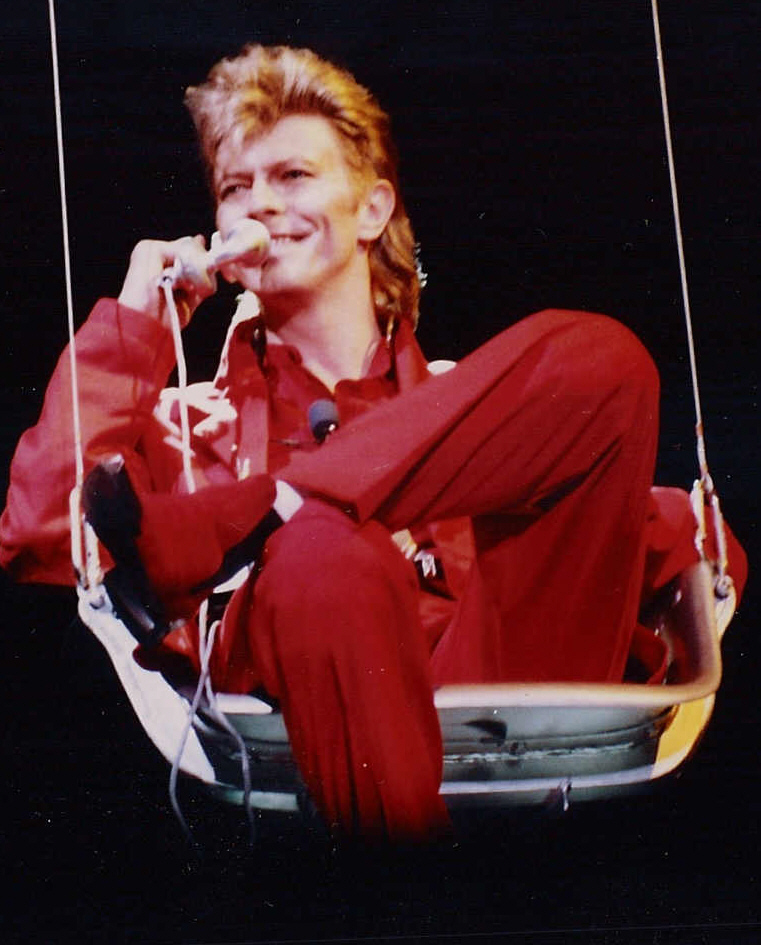
David Bowie

- 6 de enero: Efraín Camargo Ruiz, presentador y periodista colombiano (f. 2003).
- 8 de enero: David Bowie, cantante y actor británico (f. 2016).
- 8 de enero: Willy De Geest, ciclista belga.
- 8 de enero: José Antonio Martínez Soler, periodista español.
- 8 de enero: Samuel Schmid, político suizo.
- 10 de enero: Humberto Ortega, militar, empresario y político nicaragüense.
- 11 de enero: Graciela Bernardo, actriz mexicana (f. 2018).
- 11 de enero: Sonia Oquendo, actriz y presentadora peruana.
- 15 de enero: Martin Chalfie, científico estadounidense.
- 18 de enero: Takeshi Kitano, actor y cineasta japonés.
- 21 de enero: Giuseppe Savoldi, futbolista italiano.
- 22 de enero: Afeni Shakur, empresaria estadounidense (f. 2016).
- 23 de enero: Megawati Sukarnoputri, política indonesia.
- 24 de enero: Lalo Mora, cantante mexicano.
- 24 de enero: Giorgio Chinaglia, futbolista italiano (f. 2012).
- 24 de enero: Mercedes Sampietro, actriz española.
- 24 de enero: Michio Kaku, físico estadounidense.
- 24 de enero: Víctor Heredia, cantautor argentino.
- 25 de enero: Ángel Nieto, piloto de motociclismo español (f. 2017).
- 25 de enero: Alexander Inshakov, doble cinematográfico ruso.
- 27 de enero: Mike Stojanović, futbolista serbio-canadiense (f. 2010).
- 29 de enero: Linda Buck, bióloga estadounidense.
- 30 de enero: Ileana Jacket, actriz alemana-venezolana.

### Febrero
- 1 de febrero: Francesc Bellmunt, cineasta español.

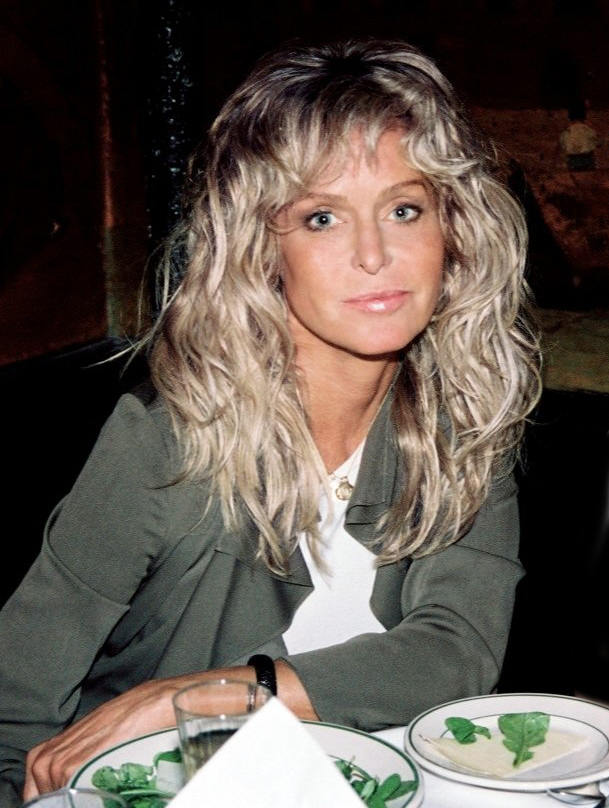
Farrah Fawcett

- 2 de febrero: Farrah Fawcett, actriz estadounidense (f. 2009).
- 3 de febrero: 
  - Paul Auster, poeta y novelista estadounidense.
  - Soledad Puértolas, escritora española.
- 4 de febrero: Dan Quayle, político estadounidense.
- 5 de febrero: 
  - Regina Duarte, actriz brasileña.
  - Jenny Gröllmann, actriz alemana.
  - Ricardo Lindo Fuentes, escritor y poeta salvadoreño (f. 2016).
- 7 de febrero: 
  - Óscar Maúrtua, político peruano.
  - Joaquín López-Dóriga, conductor y periodista de noticias mexicano-español.
- 9 de febrero: Ticio Escobar, curador, profesor, crítico de arte y promotor cultural paraguayo.
- 10 de febrero: Louise Arbour, jurista canadiense.
- 11 de febrero: 
  - Juan María Leonardi Villasmil, religioso venezolano (f. 2014).
  - Yukio Hatoyama, primer ministro japonés.
- 14 de febrero: Jorge Dávila Vázquez, escritor, catedrático y crítico ecuatoriano.
- 15 de febrero: José Gabriel Ortiz, periodista, presentador y político colombiano.
- 17 de febrero: Asdrúbal Baptista, político venezolano (f. 2020).
- 18 de febrero: 
  - Amaya Uranga, cantante española.
  - José Luis Cuerda, director, guionista y productor de cine español.
- 19 de febrero: Giorgio Braglia, futbolista italiano.
- 20 de febrero: Peter Osgood, futbolista británico (f. 2006).
- 21 de febrero Renata Sorrah actriz brasileña
- 24 de febrero: Harold Orozco, cantante colombiano (f. 2017).
- 25 de febrero: Carlos Ospina Ovalle, militar colombiano.
- 26 de febrero: Sandie Shaw, cantante británica.
- 27 de febrero: Sonia Manzano, escritora ecuatoriana.
- 28 de febrero: Stephanie Beacham, actriz británica.

### Marzo
- 1 de marzo: Alan Thicke, actor estadounidense (f. 2016).
- 2 de marzo: 
  - Harry Redknapp, futbolista y entrenador británico.
  - Nelson Ned, bolerista brasileño (f. 2014).

- 3 de marzo: 

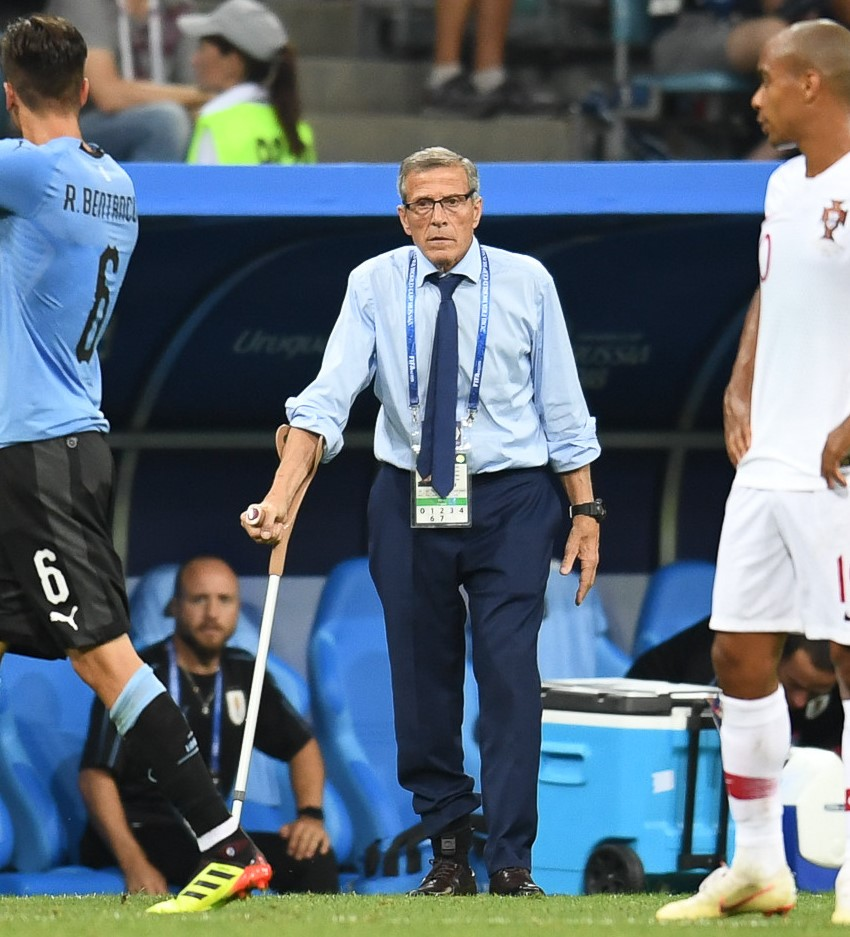
Óscar Washington Tabárez

  - Óscar Washington Tabárez, docente, futbolista y entrenador uruguayo.
  - Miguel Henrique Otero, periodista venezolano.
- 4 de marzo: Gunnar Hansen, actor islandoestadounidense (f. 2015).
- 7 de marzo: Nívea Maria, actriz brasileña.
- 8 de marzo: 
  - Florentino Pérez, dirigente deportivo español, presidente del Real Madrid.
  - Silvia Tortosa, actriz, presentadora, cantante y directora española..
- 10 de marzo: Kim Campbell, primera ministra canadiense.
- 11 de marzo: Tristan Murail, compositor francés.
- 12 de marzo: Mitt Romney, político estadounidense.
- 13 de marzo: Dick Fosbury, campeón de salto de altura en los juegos olímpicos México 1968 y creador del "Fosbury Flop".
- 15 de marzo: 
  - Ry Cooder, músico estadounidense
  - Marisa Marco, actriz española (f. 2017).

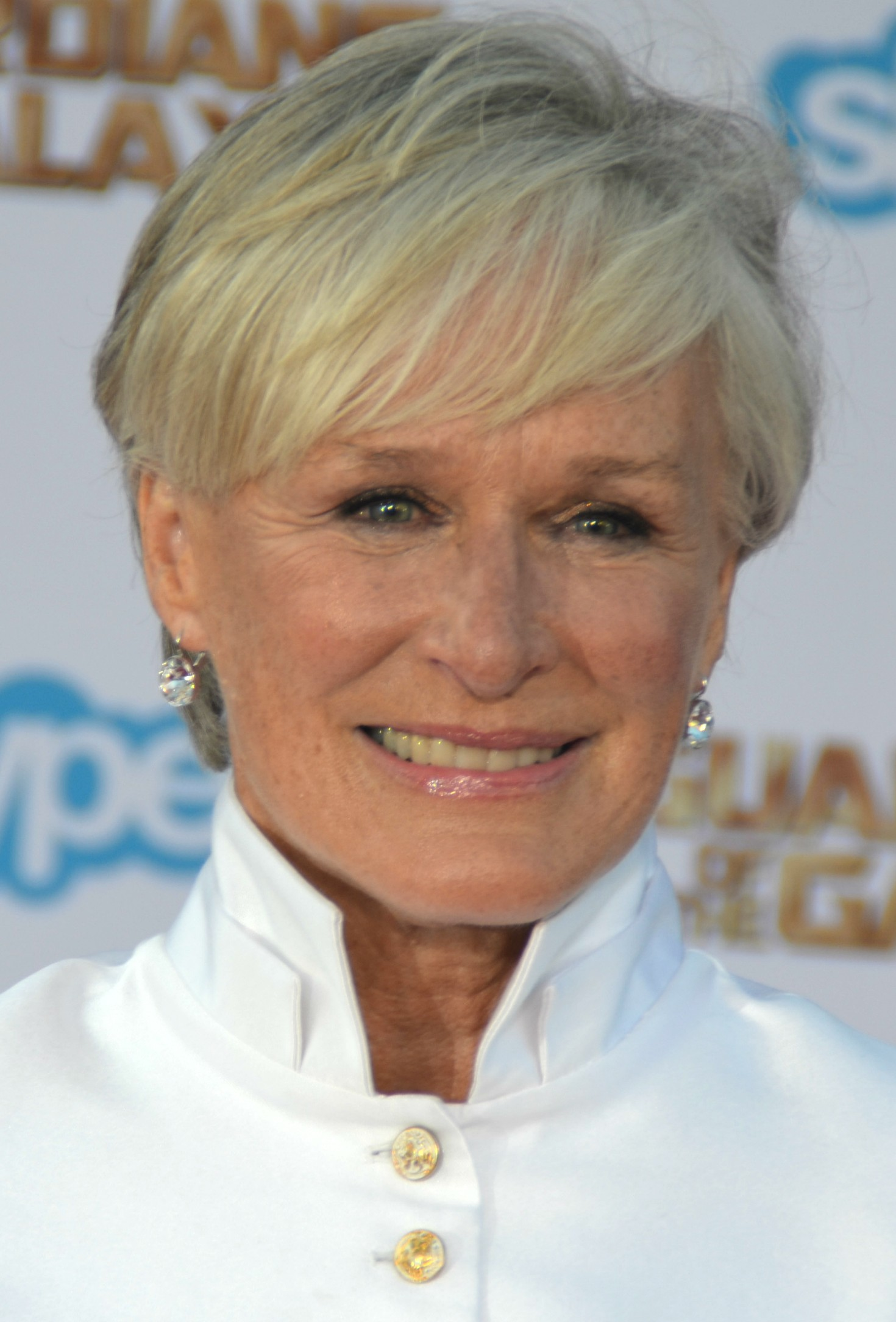
Glenn Close

- 19 de marzo: Glenn Close, actriz estadounidense.
- 20 de marzo: John Boswell, historiador estadounidense (f. 1994).
- 21 de marzo: Jenny Pronczuk de Garbino, médica toxicóloga uruguaya (f. 2010).
- 22 de marzo: James Patterson, escritor estadounidense.
- 24 de marzo: 
  - Christine Gregoire, política estadounidense.
  - Alan Sugar, empresario británico.
- 25 de marzo: 
  - Huilo Ruales, escritor ecuatoriano.
  - Elton John, cantante británico.
- 28 de marzo: Oswaldo Ramírez, futbolista peruano.
- 29 de marzo: Fernando Nieto Cadena, poeta ecuatoriano  (f. 2017).
- 31 de marzo: César Gaviria, político colombiano, presidente entre 1990 y 1994.

### Abril
- 1 de abril: Luis Ernesto Derbez, político mexicano.
- 3 de abril: Billy Hayes, escritor y director estadounidense.
- 4 de abril: Salvatore Sciarrino, compositor italiano.
- 6 de abril: John Ratzenberger, actor estadounidense.
- 7 de abril: Florian Schneider, cantante y baterista alemán, de la banda Kraftwerk (f. 2020).
- 7 de abril: Michèle Torr, cantante francés.
- 9 de abril: Kazuko Sugiyama, actriz de voz japonesa.
- 10 de abril: Jaap ter Linden, director de orquesta y violonchelista neerlandés.
- 11 de abril: Meshach Taylor, actor estadounidense (f. 2014).
- 12 de abril: Tom Clancy, escritor estadounidense (f. 2013).
- 12 de abril: Dan Lauria, actor estadounidense.
- 13 de abril: Amaury Germán Aristy, político y revolucionario dominicano (f. 1972).
- 16 de abril: José Luis Moreno, empresario, productor de televisión y ventrílocuo español.
- 16 de abril: Kareem Abdul-Jabbar, exjugador de baloncesto estadounidense.
- 16 de abril: Gerry Rafferty, músico británico (f. 2011).
- 17 de abril: Carlos Castillo Peraza, filósofo y político mexicano (f. 2000).

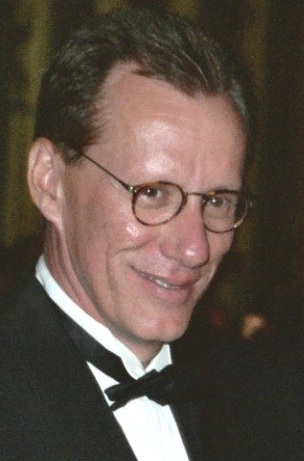
James Woods

- 18 de abril: James Woods, actor estadounidense.
- 19 de abril: María Vallet Regí, investigadora y catedrática de Química Inorgánica de la Facultad de Farmacia de la UCM.
- 20 de abril: Leonela Relys, pedagoga cubana, creadora del programa de alfabetización «Yo sí puedo» (f. 2015).
- 20 de abril: Björn Skifs, actor, guionista, cantautor y escritor sueco.
- 21 de abril: Iggy Pop, músico estadounidense.
- 25 de abril: Johan Cruyff, futbolista neerlandés (f. 2016).
- 27 de abril: María del Mar Bonet, cantante española.
- 28 de abril: Noemí Rial, abogada y política argentina (f. 2019).

### Mayo

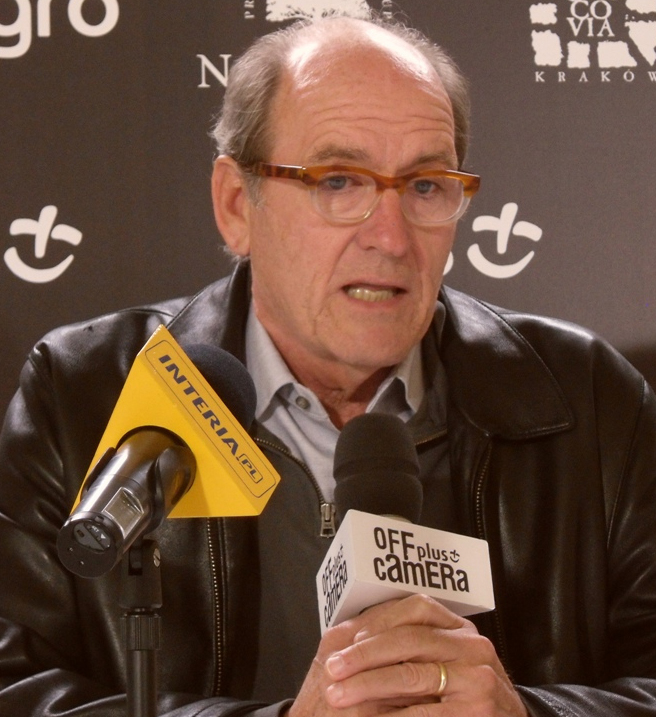
Richard Jenkins

- 4 de mayo: Richard Jenkins, actor estadounidense.
- 8 de mayo: H. Robert Horvitz, biólogo estadounidense, premio Nobel de Fisiología o Medicina de 2002.
- 8 de mayo: Felicity Lott, soprano británica.
- 13 de mayo: Charles Baxter, escritor estadounidense.
- 13 de mayo: Stephen R. Donaldson, escritor estadounidense.
- 14 de mayo: Gonzalo Rodríguez Gacha, criminal y narcotraficante colombiano (f. 1989).
- 19 de mayo: David Helfgott, pianista australiano.
- 21 de mayo: Gianluigi Roveta, futbolista italiano.
- 29 de mayo: Constantino Romero, presentador, locutor y actor de doblaje (f. 2013).
- 30 de mayo: Erik Spiekermann, tipógrafo y diseñador alemán.

### Junio

Jonathan Pryce

- 1 de junio: Jonathan Pryce, actor británico.
- 1 de junio: Ronnie Wood, músico británico.
- 4 de junio: Viktor Klima, canciller austriaco.
- 5 de junio: Alejandro Michelena, escritor y periodista uruguayo.
- 8 de junio: Julio Fernández Baraibar, escritor, guionista, documentalista y político argentino.
- 8 de junio: Eric Wieschaus, biólogo suizo nacionalizado estadounidense.
- 10 de junio: Randee Heller, actriz estadounidense de cine, teatro y televisión.
- 11 de junio: Antonio Asensio Pizarro, periodista español (f. 2001).
- 15 de junio: Fernando Ónega, periodista español.
- 19 de junio: Salman Rushdie, escritor británico de origen indio.
- 21 de junio: Shirín Ebadí, abogada feminista iraní, premio nobel de la paz.
- 22 de junio:  Howard Kaylan, miembro de la banda The Turtles.
- 22 de junio: David Lander, actor y comediante estadounidense (f. 2020).
- 22 de junio: Jerry Rawlings, político ghanés.

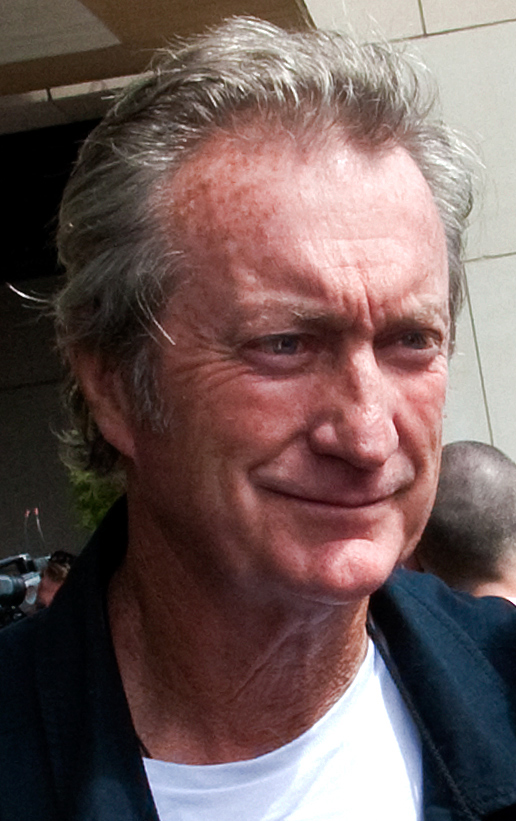
Bryan Brown

- 23 de junio: Bryan Brown, actor australiano.
- 24 de junio: Helena Vondráčková, cantante de pop checa.
- 24 de junio: Peter Weller, actor, director, presentador e historiador estadounidense.

### Julio
- 1 de julio: Kazuyoshi Hoshino, piloto de automovilismo japonés.
- 3 de julio: Ernesto Bondy Reyes, escritor hondureño.
- 4 de julio: Orlando Casín, actor cubano (f. 2019).
- 6 de julio: Néstor Chávez, beisbolista venezolano (f. 1969).
- 7 de julio: Víctor Manuel, cantautor español.
- 8 de julio: José Emilio Mitrovich, futbolista argentino-guatemalteco.
- 12 de julio: Mari Trini, cantautora española (f. 2009).
- 12 de julio: Wilko Johnson, guitarrista y compositor británico.
- 13 de julio: Adela Cortina Orts, Filósofa, profesora emérita y escritora.
- 17 de julio: Camila de Cornualles, duquesa de Cornualles, princesa de Gales (En desuso)
- 19 de julio: Brian May, guitarrista británico.

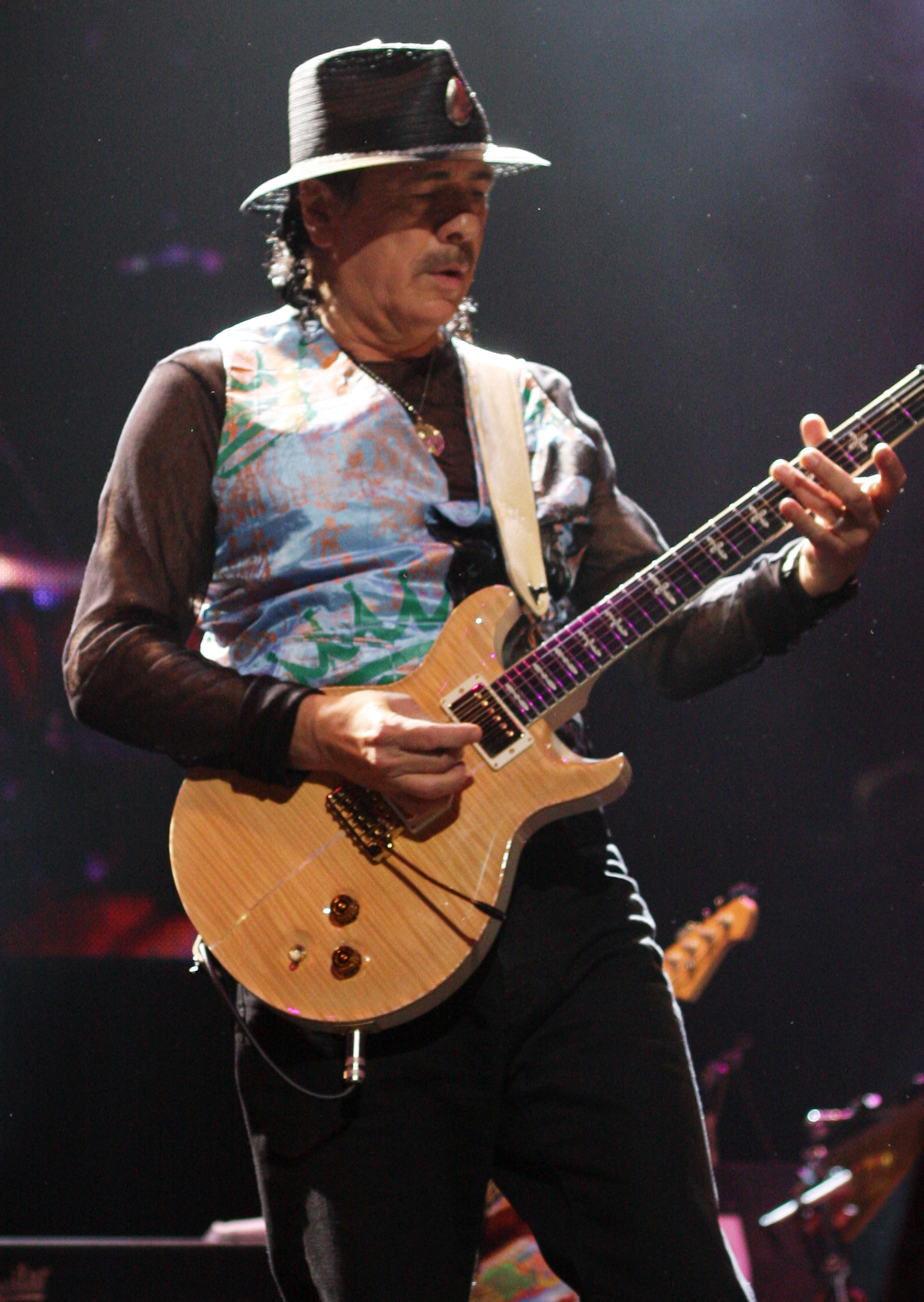
Carlos Santana

- 20 de julio: Carlos Santana, guitarrista mexicano.
- 22 de julio: Albert Brooks, actor estadounidense.
- 23 de julio: Eligio Hernández, jurista español.
- 24 de julio: Peter Serkin, pianista estadounidense (f. 2020).
- 26 de julio: Alejandra da Passano, actriz argentina (f. 2014).
- 28 de julio: 
  - Darío Jaramillo Agudelo, escritor colombiano.
  - Coco Legrand, humorista chileno.
- 30 de julio: 
  - William Atherton, actor estadounidense.
  - Arnold Schwarzenegger, actor y político austríaco estadounidense, gobernador de California.

### Agosto
- 2 de agosto: Massiel, cantante española.
- 2 de agosto: Mempo Giardinelli, escritor y periodista argentino.
- 6 de agosto: Mohammad Najibulá, presidente afgano (f. 1996).
- 7 de agosto: Sofiya Rotaru, cantante ucraniana.
- 8 de agosto: Miguel Blesa, financiero y funcionario español (f. 2017).
- 8 de agosto: Ken Dryden, jugador de hockey sobre hielo, abogado y político canadiense.
- 8 de agosto: María Ofelia, cantautora argentina de folclore y locutora. Junto con Ramona Galarza y Teresa Parodi es una de las referentes femeninas del chamamé en Argentina.
- 8 de agosto: Larry Wilcox, actor, director y productor estadounidense.
- 10 de agosto: Ian Anderson, músico británico, de la banda Jethro Tull.
- 10 de agosto: Antonio del Real, actor y cineasta español.
- 13 de agosto: Juan Antonio Barranco Gallardo, político español.
- 13 de agosto: Rolando Díaz, cineasta cubano.
- 18 de agosto: Osmar Prado, actor y escritor brasileño.
- 19 de agosto: Tony Williams, bajista británico, de la banda Jethro Tull.
- 20 de agosto: Socorro Bonilla, actriz mexicana.
- 22 de agosto: Ian Scheckter, piloto de automovilismo sudafricano.

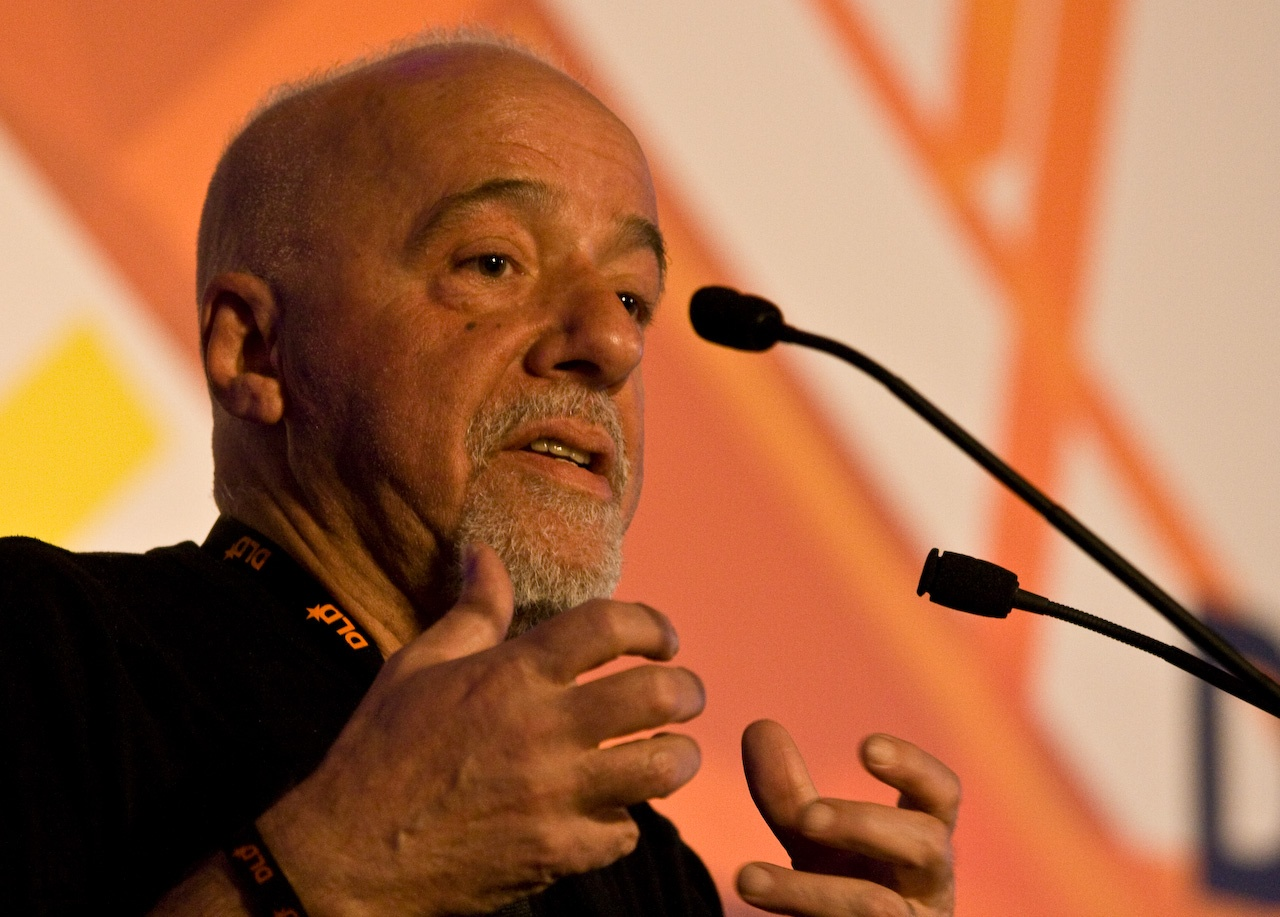
Paulo Coelho

- 24 de agosto: Paulo Coelho, novelista brasileño.
- 27 de agosto: Barbara Bach, modelo y actriz estadounidense.
- 29 de agosto: James Hunt, piloto de automovilismo británico (f. 1993).
- 31 de agosto: Ramón Castellano de Torres, pintor español.
- 31 de agosto: Mariano Venancio, actor español.

### Septiembre
- 2 de septiembre: Francisco Rodríguez Iglesias, actor y humorista español (f. 2024).
- 3 de septiembre: Kjell Magne Bondevik, político noruego.
- 3 de septiembre: Mario Draghi, economista y banquero italiano.
- 4 de septiembre: Peter Behrens, músico alemán (f. 2016).
- 6 de septiembre: Eli Bartra, filósofa mexicana.
- 7 de septiembre: Rosa Conde, socióloga y política española.
- 8 de septiembre: Marc Davis, astrofísico estadounidense.
- 10 de septiembre: Carlos Marín, periodista mexicano.

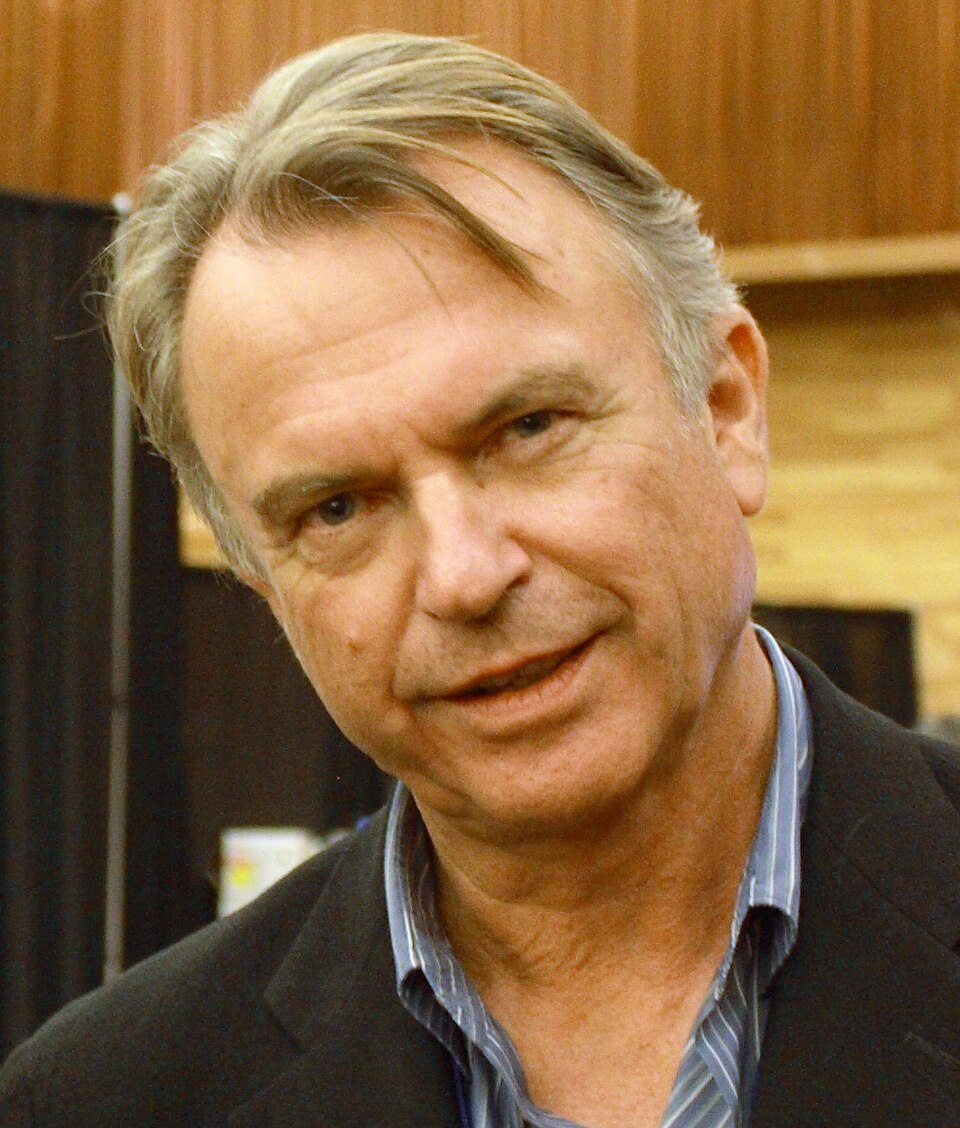
Sam Neill

- 14 de septiembre: Sam Neill, actor neozelandés.
- 14 de septiembre: Philippe Vorbe, futbolista haitiano.
- 15 de septiembre: Meche Carreño‚ actriz mexicana de cine (f. 2022).
- 16 de septiembre: Enrique Krauze, editor, historiador y ensayista mexicano.
- 21 de septiembre: Jacques-Édouard Alexis, político haitiano.

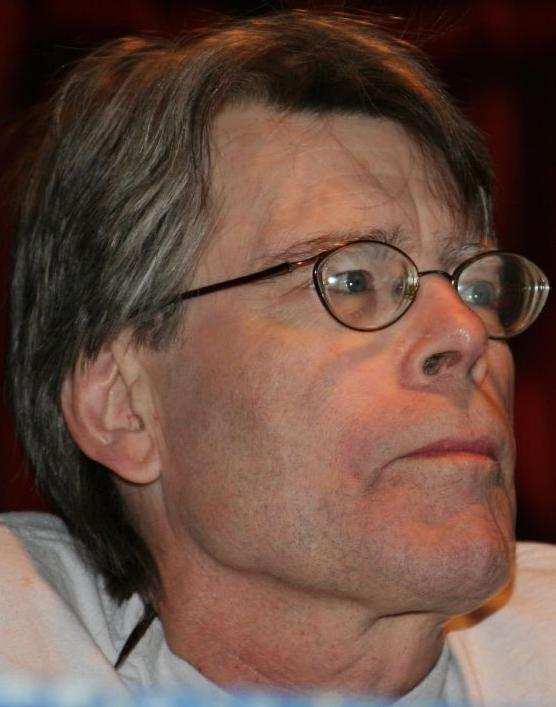
Stephen King

- 21 de septiembre: Stephen King, escritor estadounidense.
- 21 de septiembre: Mario Villarroel, abogado venezolano.
- 21 de septiembre: Marcelo Oxenford, actor argentino.
- 22 de septiembre: Julieta Magaña, actriz y cantante argentina (f. 2017).
- 23 de septiembre: Mary Kay Place, actriz estadounidense.
- 24 de septiembre: Robert Holmes "R. H." Thomson, actor canadiense.
- 26 de septiembre: Lynn Anderson, cantante estadounidense (f. 2015).
- 27 de septiembre: Meat Loaf, cantante estadounidense.
- 27 de septiembre: Dick Advocaat, futbolista y entrenador neerlandés.
- 28 de septiembre: Sheikh Hasina, política bangladesí.
- 30 de septiembre: Marc Bolan, músico británico (f. 1977).

### Octubre
- 1 de octubre: Remigio Hermoso, beisbolista, entrenador y político venezolano (f. 2020).
- 5 de octubre: Brian Johnson, cantante británico, de la banda AC/DC.
- 8 de octubre: Kraisak Choonhavan, político tailandés.
- 9 de octubre: France Gall, cantante francesa (f. 2018).
- 11 de octubre: Lukás Papadimos, economista griego, vicepresidente del Banco Central Europeo.
- 14 de octubre: Miguel Buen, político español.
- 14 de octubre: Juan del Río Martín, religioso español.
- 20 de octubre: Jordi Coca, escritor español.
- 20 de octubre: Mario Mutis, músico chileno, de la banda Los Jaivas.
- 23 de octubre: Kazimierz Deyna, futbolista polaco (f. 1989).
- 24 de octubre: Kevin Kline, actor estadounidense.
- 25 de octubre: José Alfredo Fuentes, presentador de televisión y cantante chileno.

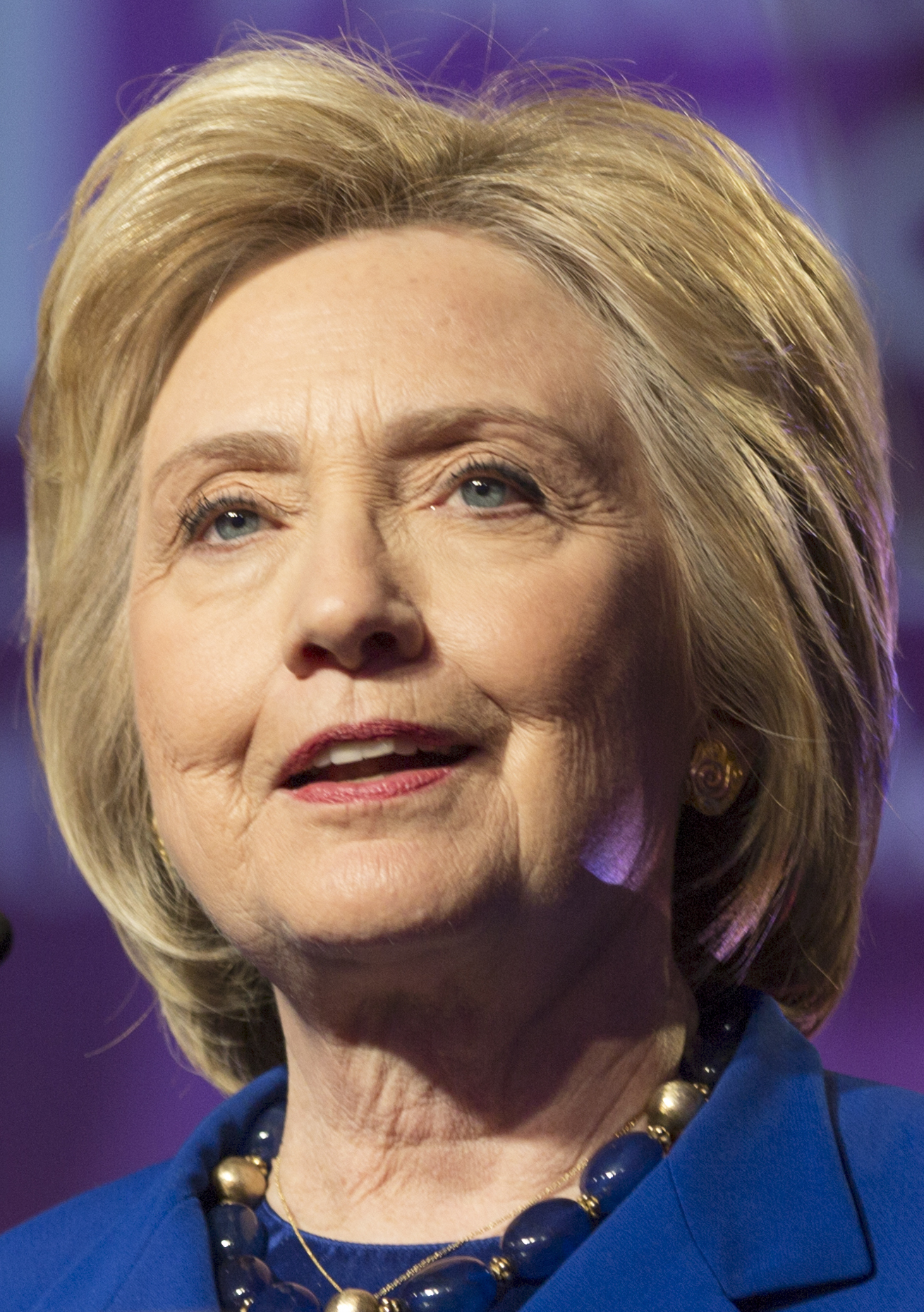
Hillary Clinton

- 26 de octubre: Hillary Clinton, política estadounidense.
- 29 de octubre: Richard Dreyfuss, actor estadounidense.
- 29 de octubre: José Antonio Quintanilla, futbolista salvadoreño (f. 1977).
- 29 de octubre: Wenceslao López Martínez, político español.
- 30 de octubre: Raúl Carnota, cantautor folclórico argentino (f. 2014).
- 31 de octubre: Alberto Bigon, futbolista y entrenador italiano.

### Noviembre
- 1 de noviembre: Adriana Lesgart, guerrillera argentina (f. 1980).
- 1 de noviembre: Jim Steinman, compositor estadounidense.
- 2 de noviembre: Juan Farfán, cantautor colombiano de música llanera.
- 5 de noviembre: Rubén Juárez, bandoneonista y cantautor argentino (f. 2010).
- 9 de noviembre: Robert David Hall, actor estadounidense.
- 10 de noviembre: Greg Lake, músico británico (f. 2016).
- 10 de noviembre: Bachir Gemayel, político libanés (f. 1982).
- 12 de noviembre: Patrice Leconte, cineasta y guionista francés.
- 12 de noviembre: Joaquín Kremel, actor español.

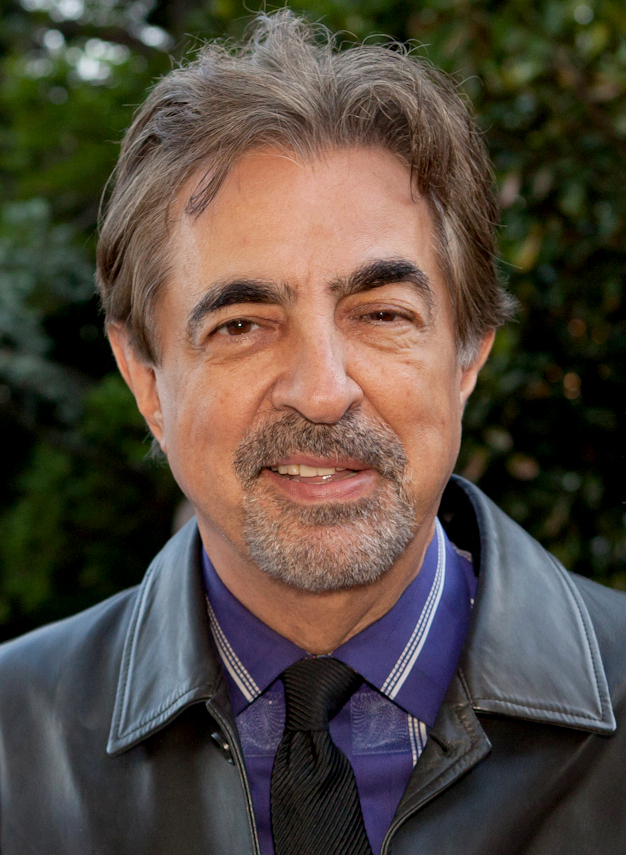
Joe Mantegna

- 13 de noviembre: Joe Mantegna, actor, escritor, productor y director estadounidense.
- 13 de noviembre: Napoleón Bravo, periodista venezolano.
- 17 de noviembre: Jorge Sassi, actor argentino (f. 2015).
- 18 de noviembre: José Alonso, actor de cine y televisión mexicano.
- 19 de noviembre: Ricardo Humberto Alarcón Pereiro, empresario uruguayo, presidente del Club Nacional de Fútbol.
- 22 de noviembre: Alfredo Cristiani, político y presidente salvadoreño entre 1989 y 1994.
- 22 de noviembre: Nevio Scala, futbolista y entrenador italiano.
- 25 de noviembre: Stéphane Courtois, historiador francés.
- 25 de noviembre: John Larroquette, actor estadounidense.
- 25 de noviembre: María Eugenia Penagos, actriz colombiana.
- 27 de noviembre: Julio César Anderson, futbolista guatemalteco.
- 29 de noviembre: Juan Alberto Badía, conductor y periodista argentino (f. 2012).
- 29 de noviembre: Mario Aurelio Poli, cardenal argentino.
- 29 de noviembre: Petra Kelly, política alemana (f. 1992).
- 30 de noviembre: David Mamet, escritor y cineasta estadounidense.
- 30 de noviembre: Sergio Badilla Castillo, poeta chileno.

### Diciembre
- 3 de diciembre: Osvaldo López, piloto argentino de automovilismo.
- 3 de diciembre: Lawrence Grossberg, teórico estadounidense de estudios culturales.
- 3 de diciembre: Marco Revelli, historiador italiano.
- 5 de diciembre: Egberto Gismonti, compositor y multiinstrumentista brasileño.
- 6 de diciembre: Homero Francesch, pianista de música clásica uruguayo, nacionalizado suizo.
- 6 de diciembre: Lupita Ferrer, actriz venezolana.
- 8 de diciembre: Belinda Balaski, actriz estadounidense.
- 12 de diciembre: Don Keith, escritor estadounidense.

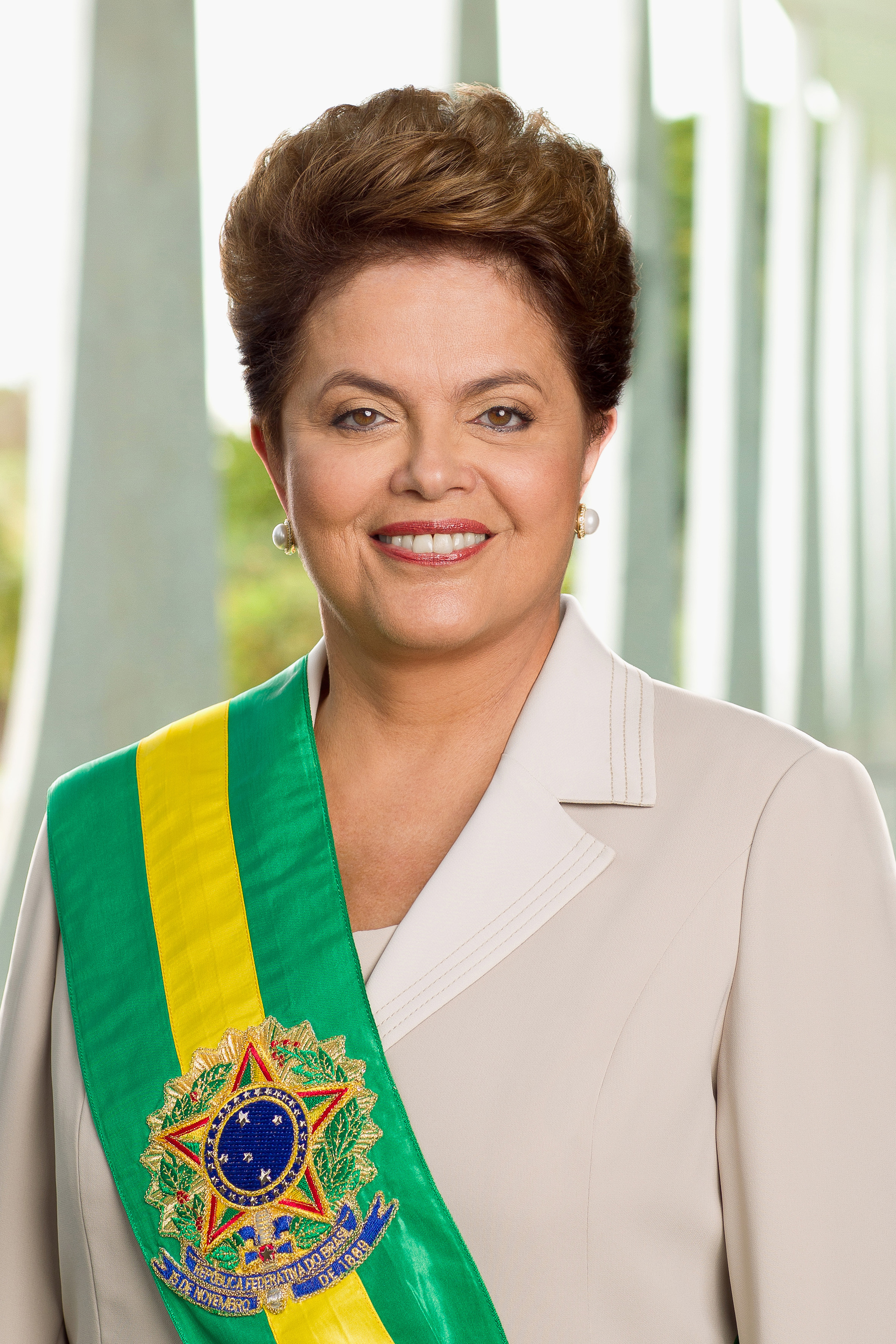
Dilma Rousseff

- 14 de diciembre: Dilma Rousseff, expresidenta de Brasil.
- 20 de diciembre: Gigliola Cinquetti, cantante italiana.
- 20 de diciembre: Francisco Javier Martínez Fernández, arzobispo católico español.
- 21 de diciembre: Paco de Lucía, guitarrista español (f. 2014).
- 26 de diciembre: Víctor Hugo Morales, periodista, relator deportivo y conductor uruguayo.
- 29 de diciembre: Ted Danson, actor estadounidense.
- 30 de diciembre: Jeff Lynne, cantante británico.
- 31 de diciembre: Rita Lee, cantante y presentadora brasileña.
- 31 de diciembre: Gerhard Ludwig Müller, cardenal y teólogo alemán.

### Fechas desconocidas
- Marta Lamas, catedrática de ciencia política y antropóloga mexicana.
- Temístocles López, director de cine venezolano.
- Mirta Yáñez,filóloga, poetisa, ensayista, narradora, investigadora y periodista cubana.

## Fallecimientos

### Enero
- 7 de enero: Francisco Graña Garland, periodista y empresario peruano (n. 1902)
- 19 de enero: Manuel Machado, poeta español (n. 1874).
- 23 de enero: Pierre Bonnard, paisajista, pintor, ilustrador y litógrafo francés (n. 1867).
- 25 de enero: Al Capone, gánster estadounidense (n. 1899).

### Febrero
- 2 de febrero: Ernst Diehl, filólogo clásico y epigrafista alemán (n. 1874)
- 3 de febrero: José Luis Hidalgo, poeta español (n. 1919).
- 12 de febrero: Kurt Lewin, psicólogo polaco (n. 1890).

### Marzo
- 18 de marzo: William Crapo Durant, empresario estadounidense (n. 1861)
- 30 de marzo: Arthur Machen, escritor, periodista y actor británico (n. 1863).

### Abril
- 7 de abril: Henry Ford, empresario estadounidense (n. 1863).
- 16 de abril: Rudolf Höß, líder nazi alemán (n. 1900).

### Mayo
- 1 de mayo: Evelyn McHale, suicida estadounidense (n.1926).
- 16 de mayo: Frederick Gowland Hopkins, bioquímico británico, premio nobel de medicina en 1929 (n. 1861).
- 19 de mayo: Paulino Savirón Caravantes, químico español (n. 1865).
- 20 de mayo: Philipp Eduard Anton von Lenard, físico alemán, premio nobel de física en 1905 (n. 1862).
- 23 de mayo: Joaquín Yrarrázabal Larraín, abogado y parlamentario chileno (n. 1886).

### Junio
- 3 de junio: Julio César Tello, arqueólogo peruano, considerado Padre de la Arqueología Peruana (n.1880).

### Agosto
- 2 de agosto: Tomás Berreta, político uruguayo, presidente en 1947 (n. 1875).
- 29 de agosto: Manolete (30), torero español (n. 1917).

### Octubre
- 4 de octubre: Max Planck, físico alemán, premio nobel de física en 1918 (n. 1877).
- 25 de octubre: Robert Delaunay, pintor francés (n. 1885).
- 28 de octubre: María Nieves y Bustamante, escritora peruana (n. 1871).

### Noviembre
- 1 de noviembre: Óscar Castro Zúñiga, escritor y poeta chileno (n. 1910)
- 17 de noviembreː Regina de Lamo, escritora, periodista e intelectual española (n. 1870)
- 28 de noviembre: Philippe Leclerc, militar francés. (n. 1902).
- 30 de noviembre: Ernst Lubitsch, cineasta estadounidense (n. 1892).

### Diciembre
- 1 de diciembre: Godfrey Harold Hardy, matemático británico (n. 1877).
- 1 de diciembre: Aleister Crowley, escritor y ocultista británico (n. 1875).
- 7 de diciembre: Nicholas Murray Butler, pedagogo y filósofo estadounidense, premio nobel de la paz en 1931 (n. 1862).
- 17 de diciembre: Julia Hunt Catlin Park DePew Taufflieb, primera mujer estadounidense en recibir la "croix de guerre" y la legión de honor francesas (n. 1864).
- 14 de diciembre: Stanley Baldwin, político británico (f. 1867).
- 28 de diciembre: Víctor Manuel III, aristócrata italiano, rey entre 1900 y 1946 (n. 1889).

## Arte y literatura
- Se estrena Un tranvía llamado Deseo, obra del dramaturgo Tennessee Williams.
- 6 de enero: Miguel Delibes obtiene el premio Nadal por su novela La sombra del ciprés es alargada
- Albert Camus publica La peste.
- El escritor egipcio Naguib Mahfuz publica su novela El callejón de los milagros.
- La escritora chilena Marcela Paz publica su libro Papelucho.
- Otto Frank publica el Diario de Ana Frank.
- Agatha Christie: Los trabajos de Hércules.
- Thomas Mann: Doktor Faustus.
- John Steinbeck: La perla.
- Boris Vian: La espuma de los días; Todos los muertos tienen la misma piel (publicada con el seudónimo de Vernon Sullivan).
- Arthur Miller: Todos eran mis hijos.
- Tennessee Williams: Un tranvía llamado Deseo.
- Bertolt Brecht: Antigona.
- J. B. Priestley: El árbol de los Linden.
- Jorge Luis Borges: La casa de Asterión, La busca de Averroes.
- Isaac Asimov: Pequeño robot perdido.
- Naguib Mahfuz: El callejón de los milagros.
- Saul Bellow: La víctima.
- María Montessori: La educación de las potencialidades humanas

## Ciencia y tecnología
- A mediados de año, George Bernad Dantzig crea el algoritmo símplex, uno de los 10 algoritmos más influyentes del siglo XX.
- En Israel se descubren los Manuscritos del Mar Muerto.
- En los Laboratorios Bell (Estados Unidos) se inventa el transistor.
- La empresa estadounidense AT&T inventa en teoría la telefonía móvil; la tecnología la hará posible recién en 1983.
- 14 de octubre: Chuck Yeager realiza el primer vuelo supersónico.
- Se inventa el AK-47, fusil de asalto soviético.
- Se aísla el virus del Zika de un mono Rhesus del bosque de Zika, Uganda.

## Cine
- 13 Rue Madeleine, de Henry Hathaway
- Alemania, año cero, de Max Colpet, Carlo Lizzani y Roberto Rossellini
- Forever Amber, de Otto Preminger
- Possessed, de Curtis Bernhardt
- Angel and the Badman, de James Edward Grant
- Gentleman's Agreement, de Elia Kazan
- Kiss of death (El beso de la muerte) de Henry Hathaway
- Botón de ancla, de Ramón Torrado
- T-Men (La brigada suicida), de Anthony Mann
- Dead reckoning (Callejón sin salida), de John Cromwell
- Camino de Río (Road To Rio) de Norman Z. McLeod
- Canción del sur, de Wilfred Jackson y Harve Foster
- Captain from Castile (El capitán de Castilla), de Henry King
- Magic Town (Ciudad mágica), de William A. Wellman
- Confidencia, de Jerónimo Mihura (con Sara Montiel)
- Body and soul (Cuerpo y alma) de Robert Rossen
- Miracle On 34th Street (Milagro en la calle 34) de George Seaton
- The Farmer's Daughter (Un destino de mujer), de H. C. Potter
- A double life (Doble vida) de George Cukor
- Don Quijote de La Mancha, de Rafael Gil
- Embrujo, de Carlos Serrano de Osma
- Crossfire (Encrucijada de odios), de Edward Dmytryk
- The Ghost and Mrs. Muir de Joseph L. Mankiewicz
- Fuenteovejuna, de Antonio Román
- The Fugitive (El fugitivo), de John Ford
- Gran Casino, de Luis Buñuel
- Till the clouds roll by (Hasta que las nubes pasen), de Richard Whorf
- The egg and I (El huevo y yo) de Chester Erskine
- Unconquered (Los inconquistables) de Cecil B. DeMille
- Odd man out (Larga es la noche) de Carol Reed
- La Lola se va a los puertos, de Juan de Orduña
- The lady from Shanghai (La dama de Shanghái), de Orson Welles
- My favorite brunette (Morena y peligrosa), de Elliott Nugent
- The bishop's wife (La mujer del obispo) de Henry Koster
- Nada, de Edgar Neville
- Waga seishum ni kuinashi (No añoro mi juventud), de Akira Kurosawa
- The Other Love, André De Toth
- The Paradine Case, de Alfred Hitchcock
- Out of the Past, de Jacques Tourneur
- Mother Wore Tights, de Walter Lang
- The Bachelor and the Bobby-Soxer, de Irving Reis
- Subarashiki nichiyobi (Un domingo maravilloso), de Akira Kurosawa
- Life with father (Vida con papá), de Michael Curtiz

## Música
- Frank Sinatra: Songs by Sinatra, Volume 1. «Publicado en abril bajo el sello discográfico Columbia Records»

## Deporte
- El FC Barcelona se proclama campeón de la Copa del Rey de Baloncesto.
- El Sevilla FC gana la Liga Española.
- Campeonato Uruguayo de Fútbol: Nacional se consagra campeón por vigésima vez.
- Se inaugura el Estadio Santiago Bernabéu.
- Se funda el Xerez Club Deportivo.
- Se funda el club Atlético Nacional de Colombia.
- Se proclama campeón de la BAA, el equipo de baloncesto Cleveland Cavaliers.

## Premios Nobel
- Física: Edward Victor Appleton
- Química: Robert Robinson
- Medicina: Carl Ferdinand Cori, Gerty Theresa Cori y Bernardo Alberto Houssay
- Literatura: André Gide
- Paz: Friends Service Council y American Friends Service Committee (en representación de los cuáqueros)